# Bildstock (Adelshofen)

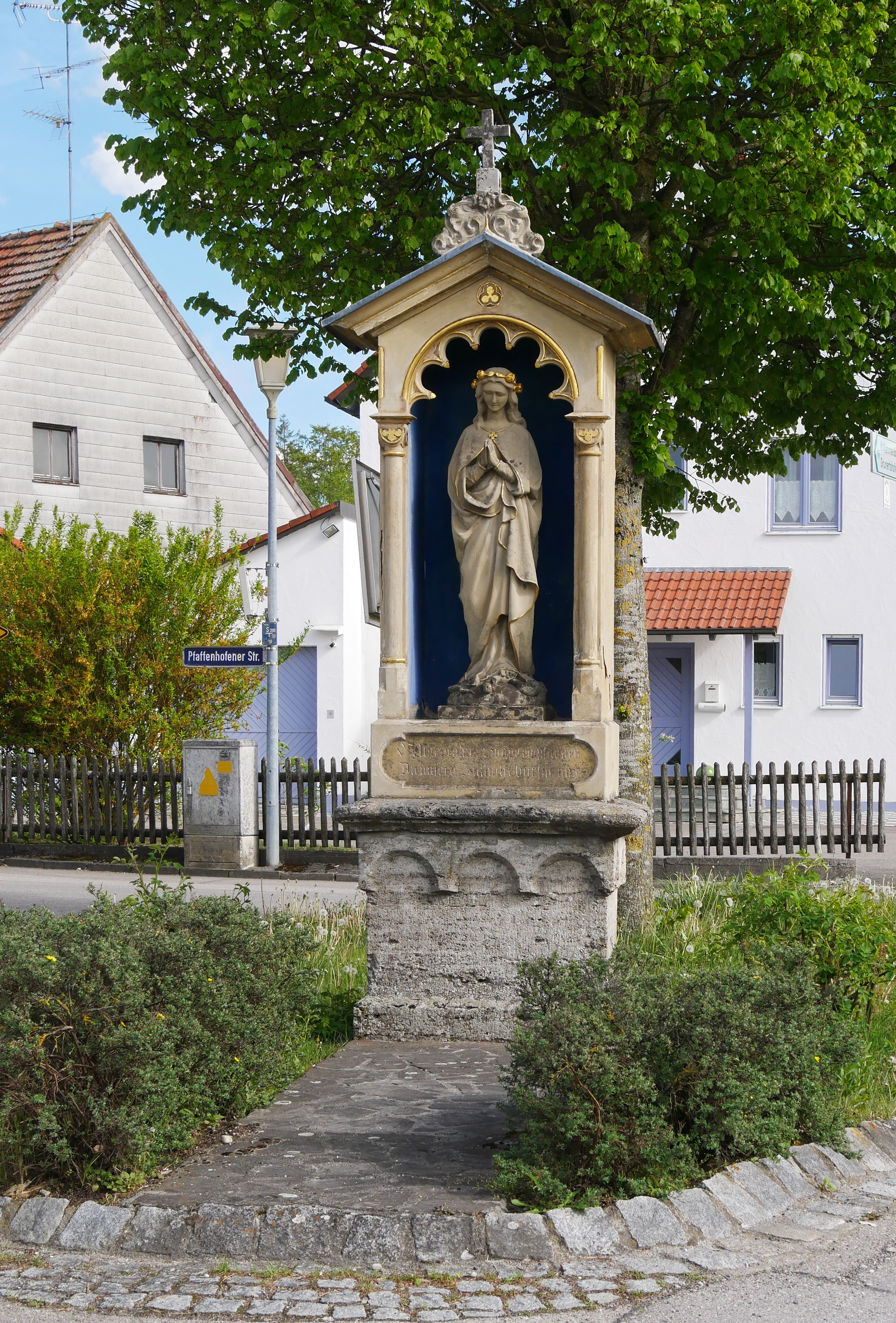
Bildstock in Adelshofen

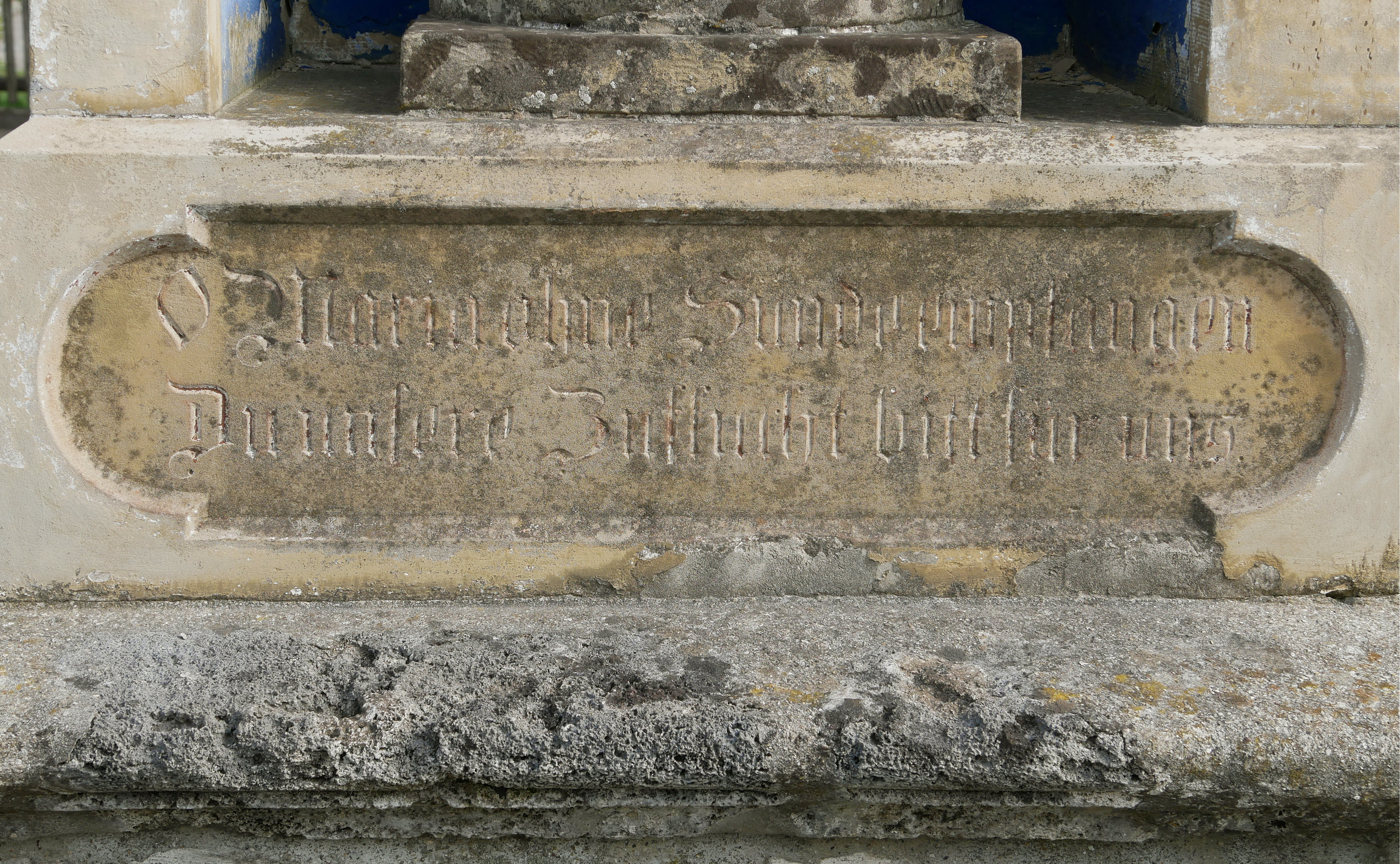
Inschrift

Der Bildstock in Adelshofen, einer Gemeinde im oberbayerischen Landkreis Fürstenfeldbruck, wurde 1881 errichtet. Der Bildstock an der Pfarrer-Lampert-Straße/Ecke Ringstraße ist ein geschütztes Baudenkmal.

Im neugotischen Bildstock mit Satteldach steht eine Marienfigur, die von Säulen gerahmt wird. Die Inschrift am Sockel lautet: 

„Maria ohne Sünde empfangen. Du unsere Zuflucht bitt für uns.“